# An Pa-ul
An Pa-ul (korejsky 안 바울), (* 25. března 1994 Jižní Korea) je korejský zápasník – judista, stříbrný olympijský medailista z roku 2016.

## Sportovní kariéra
Připravuje se na univerzitě v Jonginu. V korejské seniorské reprezentaci se pohybuje od roku 2014. V roce 2016 startoval jako úřadující mistr světa na olympijských hrách v Riu. V úvodním kole porazil submisí Kazacha Zhansaye Smagulova po nasazeném páčení. V dalším kole vybodoval na wazari technikou seoi-nage Francouze Kiliana Le Bloucha a ve čtvrtfinále proti Uzbeku Rishodu Sobirovovi úřadovalo opět jeho strojové morote seoi-nage. V semifinále se utkal s Japoncem Masaši Ebinumou. V prestižním asijském derby prohrával od poloviny zápasu na šido za pasivitu, ale závěrečným tlakem donutil Ebinumu chybovat a zápas na šido vyrovnal. V prodloužení pokračoval v náporu a koncem první minuty kontroval Ebinumův propagační nástup do seoi-nage na ippon. Ve finále proti němu stál nečekaně Ital Fabio Basile, který ho podobně čekaně zaskočil po minutě boje technikou seoi-otoši na ippon. Získal stříbrnou olympijskou medaili.
An Pa-ul je pravoruký judista, jeho osobní technikou je seoi-nage.

### Vítězství
- 2015 – 1x světový pohár (Varšava)
- 2016 – 1x světový pohár (Düsseldorf), turnaj mistrů (Guadalajara)

## Výsledky
| Olympijské hry    |     |   |    | — |    |   |    | 2. |  |  |  |  |  |  |  |  |  |  |  |  |  |  |  |  |  |  |
| Mistrovství světa | —   | — | —  |   | —  | — | 1. |    |  |  |  |  |  |  |  |  |  |  |  |  |  |  |  |  |  |  |
| Asijské hry       |     | — |    |   |    | — |    |    |  |  |  |  |  |  |  |  |  |  |  |  |  |  |  |  |  |  |
| Mistrovství Asie  | —   |   | —  | — | —  |   | 2. | —  |  |  |  |  |  |  |  |  |  |  |  |  |  |  |  |  |  |  |
| MS juniorů        | —   | — | 2. |   | 1. | — |    |    |  |  |  |  |  |  |  |  |  |  |  |  |  |  |  |  |  |  |
| MS dorostenců     | úč. |   |    |   |    |   |    |    |  |  |  |  |  |  |  |  |  |  |  |  |  |  |  |  |  |  |